# Pardosa subhadrae
Pardosa subhadrae är en spindelart som beskrevs av Patel och C. Adinarayana Reddy 1993. Pardosa subhadrae ingår i släktet Pardosa och familjen vargspindlar. Inga underarter finns listade i Catalogue of Life.